# Averești, Vaslui
Averești este satul de reședință al comunei Bunești-Averești din județul Vaslui, Moldova, România.